# Bisan Owda
Bisan Owda (* 11. února 1997) je palestinská novinářka, filmařka a aktivistka. Je známá svými videi na sociálních sítích, která dokumentují válku mezi Izraelem a Hamásem v pásmu Gazy.

## Život
Bisan Owda vyrostla v Bajt Hánúnu. Od dětství ji zajímalo vyprávění příběhů, stejně jako četba, basketbal a astronomie.
Spolupracovala s Organizací spojených národů v oblasti genderové rovnosti a Evropskou unií v oblasti změny klimatu.
Owda si získala pozornost svými videi a živými vstupy na sociálních sítích, které dokumentují její zážitky i situaci palestinských civilistů během války mezi Izraelem a Hamásem. Během podzimu 2023 počet jejích sledujících na Instagramu vzrostl na 3 miliony sledujících.  Její videa a zprávy sdílely ABC News, BBC, Le Monde, CBS News nebo Al Jazeera.

## Osobní život
Poté, co Izraelské obranné síly vyzvaly obyvatele Gazy k evakuaci, se Owda a její rodiče přestěhovali z Bajt Hánún do nemocnice Šífa. Dům její rodiny a její kancelář v Rimalu byly vybombardovány, přičemž byla zničena veškerá její natáčecí technika.